# Девушка из Джерси (фильм, 2004)
«Девушка из Джерси» — американская комедийная драма режиссёра Кевина Смита с Беном Аффлеком, Ракель Кастро и Лив Тайлер в главных ролях. При бюджете в 35 млн долларов, не считая расходов на маркетинг, в прокате удалось собрать всего 36 млн долларов.

## Сюжет
Оливер Тринки неплохо устроился в жизни: он сделал блестящую карьеру в сфере общественных связей, женился на любимой женщине, а в настоящее время ожидает рождения ребёнка. Работа стала для него главным приоритетом в жизни, поэтому он нередко задерживается допоздна и всё меньше внимания уделяет своей жене Гертруде. Позднее Гертруда умирает при родах от аневризмы, о которой не знала, и Оливер становится отцом-одиночкой. На этом этапе жизни он старается много работать, оставляя свою дочь Герти (назвал в честь жены) на попечение дедушке. В день, когда у Оливера назначена важная пресс-конференция, отец неожиданно выходит на работу и обвиняет его в том, что он недостаточно заботится о дочери. Оливеру приходится ехать в Нью-Йорк вместе с Герти, и так как он ничего не смыслит в уходе за ребёнком, это обстоятельство вызывает немало трудностей. Пресс-конференция проваливается из-за того, что Оливер не сдерживается и высказывает всё, что думает об Уилле Смите; после этого инцидента его увольняют с работы.
Он лишается всего, что имел ранее: высокой зарплаты, роскошных апартаментов и чувства собственного достоинства. Оливер переезжает жить к отцу в Нью-Джерси и устраивается разнорабочим: отныне он метёт улицы, чинит водопровод и убирает мусор. Впрочем, он извиняется за то, что был отсутствующим отцом, и отныне начинает посвящать дочке максимум времени.
Проходит семь лет, Герти уже ходит в школу. Они с отцом очень близки и часто ходят в видеопрокат; Герти обожает фильм «Грязные танцы», Оливер втайне от дочери смотрит эротику. Когда он берёт очередную кассету, над ним начинает посмеиваться девушка из видеопроката — Майя. Она не стесняясь задаёт ему провокационные вопросы и подкалывает Олли, объясняя своё поведение тем, что пишет исследовательскую работу по психологии, и он весьма интересный случай. Это приводит к тому, что они едва не занимаются любовью; тем не менее, вскоре она становится их близким другом и частым гостем в доме.
Оливер не теряет надежды вернуться в Нью-Йорк, поэтому часто посещает собеседования, но отчаивается, убеждаясь в том, что про его выходку никто ещё не забыл. Однажды он встречает своего старого друга и коллегу по прошлой работе Артура, которого тоже уволили тогда вместе с Оливером. Сейчас этот парень работает в известном журнале, и из-за чувства глубокого уважения к Олли он обещает порекомендовать его своему шефу. Всё что нужно — приехать в установленный день на собеседование.
Оливер безумно счастлив, он рассказывает домашним о своих планах. Выясняется, что в день предстоящего собеседования его дочь должна участвовать в сценке на школьном концерте (с песней из мюзикла «Суини Тодд»). Там обязательно должен присутствовать Оливер, чтобы спеть вместе с ней. Герти совершенно не разделяет его планов по поводу переезда в Нью-Йорк, а Оливер не может и не хочет разрываться между дочерью и работой. Герти заявляет отцу, что ненавидит его и что лучше бы умер он, а не Герти-старшая. Олли в ответ заявляет, что тоже ненавидит дочь за то, что она отняла у него жизнь, и теперь он просто хочет её вернуть. Естественно, он сразу жалеет о своих словах и пытается извиниться, но урон уже нанесён. Тем не менее, через несколько дней они всё-таки мирятся, и Герти принимает предстоящий переезд.
В день школьного концерта Олли едет на собеседование, но директор журнала опаздывает, и Оливеру приходится ждать в коридоре. К нему подсаживается Уилл Смит, который ничего о нём не знает. Они разговаривают о жизни, и Уилл говорит, что дети — это всё, что у него есть, они заставляют его двигаться вперёд и являются источником вдохновения. Оливер вскакивает как ошпаренный и мчится на школьный концерт в Нью-Джерси. Когда он подъезжает к городу, дорога оказывается перекрыта. Оливер бросает машину и сломя голову бежит через весь город. Он успевает на концерт в последний момент и выступает вместе с Герти. Все счастливы, Олли больше не рвётся в Нью-Йорк. Он понимает, что для него ценно по-настоящему. Романтическая история Олли и Майи только начинается…

## В ролях
| Актёр           | Роль                     |
| --------------- | ------------------------ |
| Бен Аффлек      | Оливер Тринки            |
| Ракель Кастро   | Герти Тринки             |
| Лив Тайлер      | Майя Хардин              |
| Джордж Карлин   | Барт Тринки              |
| Стивен Рут      | Грини                    |
| Майк Старр      | Блок                     |
| Джейсон Биггз   | Артур Брикман            |
| Дженнифер Лопес | Гертруда Стейни          |
| Уилл Смит       | камео                    |
| Джейсон Ли      | сотрудник пиар-агентства |
| Мэтт Деймон     | сотрудник пиар-агентства |

## Награды
- 2005 — Премия «Молодой актёр» — Ракель Кастро
- 2005 — номинации «Золотая малина»:

1. Худшая мужская роль (Бен Аффлек)
2. Худшая женская роль второго плана (Дженнифер Лопес)
3. Худшая экранная пара — «Бен Аффлек и Дженнифер Лопез или Бен Аффлек и Лив Тайлер»

## Саундтрек
- «Everyone’s A Kid At Christmas» — Performed by Stevie Wonder
- «Let’s Stay Together» — Performed by Al Green
- «Parents Just Don't Understand» — Performed by Jeffrey A. Townes (as DJ Jazzy Jeff) and Will Smith (as the Fresh Prince)
- «That’s How I Knew This Story Would Break My Heart» — Written and Performed by Aimee Mann
- «Swing Low Sweet Chariot» — Performed by George Jones
- «Worlds They Rise and Fall» — Performed by The Incredible String Band
- «Johanna» — Written by Stephen Sondheim
- «Wandering» — Performed by Ben Folds
- «Landslide» — Performed by Fleetwood Mac
- «My City of Ruins» — Written and Performed by Bruce Springsteen
- «High» — Performed by The Cure
- «Let My Love Open The Door (E.Cola Mix)» — Written and Performed by Pete Townshend
- «Jersey Girl» — Performed by Bruce Springsteen
- «God That’s Good» — Performed by Ben Affleck, Liv Tyler, Raquel Castro, Stephen Root, and Mike Starr